# Salderatzen

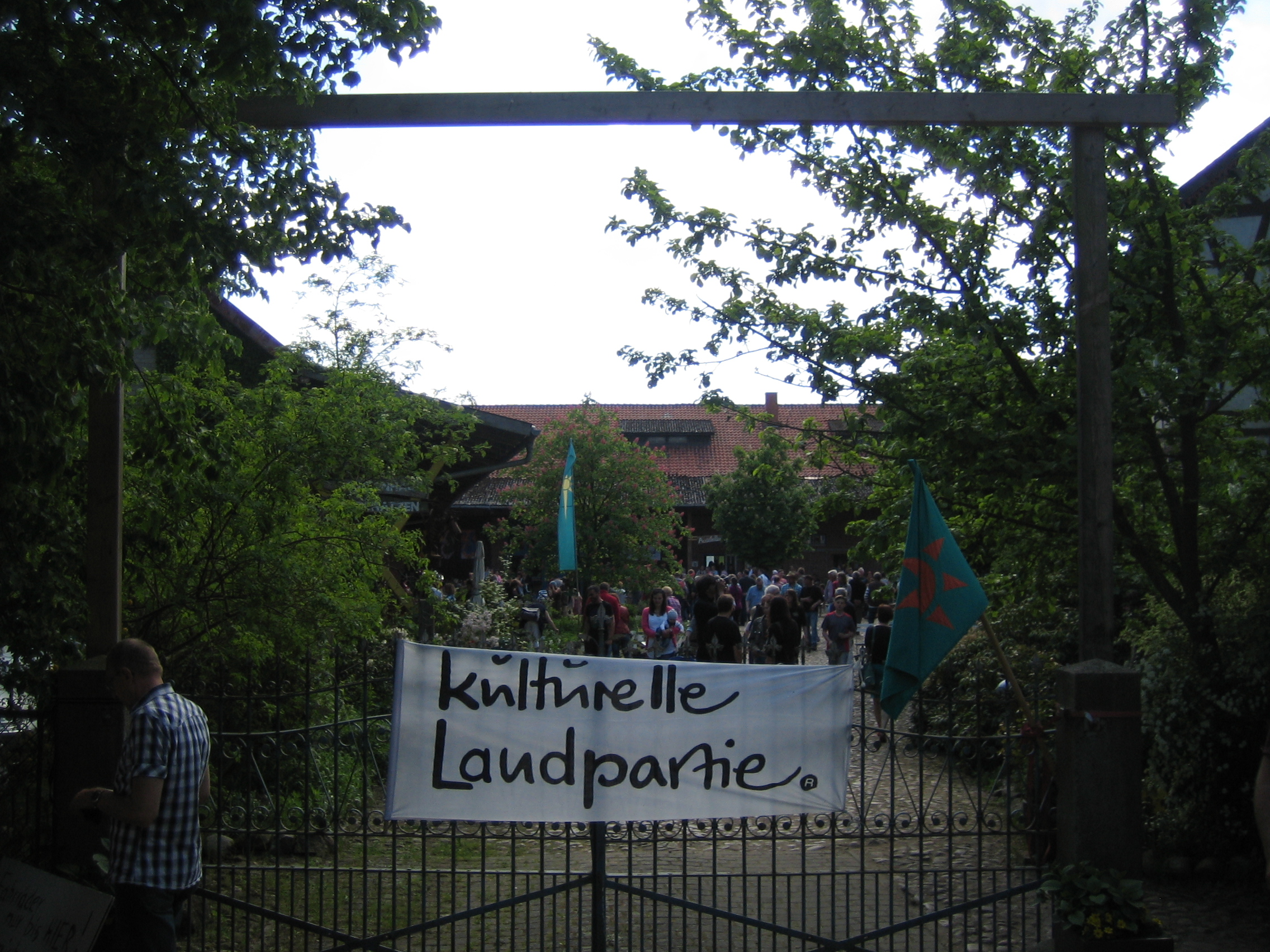
Herrenhaus Salderatzen während der Kulturellen Landpartie 2015

Salderatzen ist ein Ortsteil der Gemeinde Waddeweitz im niedersächsischen Landkreis Lüchow-Dannenberg. In dem kleinen Rundlingsdorf, das an der B 493 liegt, befinden sich Zwei- und Vierständerhäuser des 18. Jahrhunderts und Scheunen des 19. Jahrhunderts.

## Geschichte
Am 1. Juli 1972 wurde Salderatzen in die Gemeinde Waddeweitz eingegliedert.